# 무주군의 향토문화유산
무주군의 향토문화유산은  「문화재보호법」 및 「전라북도지정문화재보호조례」에 의거 문화재로 지정되지 아니한 것 중 보존·보호·관리할 가치가 있는 유형·무형·기념물·민속자료 등의 문화유산을 말한다.

## 지정 목록
| 번호 | 그림 | 명칭                                  | 소재지                            | 소유자 (관리자) | 지정·해제일자         | 비고 |
| ---- | ---- | ------------------------------------- | --------------------------------- | --------------- | --------------------- | ---- |
| 1호  |      | 무주 금강벼룻길                       | 무주군 설천면 소천리 887-25       | 백남옥          | 2011년 4월 11일 지정  |      |
| 2호  |      | 서창 소나무                           | 무주군 적상면 사천리 515-23       | 전경옥          | 2011년 4월 11일 지정  |      |
| 3호  |      | 무주 사천리 지석묘                    | 무주군 적상면 사천리 산51-1       | 구례장씨        | 2011년 4월 11일 지정  |      |
| 4호  |      | 무주 소천리 지석묘                    | 무주군 부남면 대소리 산1번지 일원 | 무주군          | 2011년 4월 11일 지정  |      |
| 5호  |      | 육영재                                | 무주군 무풍면 현내리 1086         |                 | 2020년 10월 11일 지정 |      |
| 6호  |      | 유경제 효자각                         | 무주군 무주읍 당산리 730-2        |                 | 2020년 10월 11일 지정 |      |
| 7호  |      | 안국사 괘불대                         | 무주군 적상면 괴목리 산184-1      | 안국사          | 2020년 10월 11일 지정 |      |
| 8호  |      | 향산사 나한전 십육나한상              | 무주군 무주읍 읍내리 720          | 향산사          | 2020년 10월 11일 지정 |      |
| 9호  |      | 삼공리 월음령 제철유적                | 무주군 설천면 삼공리              |                 | 2020년 10월 11일 지정 |      |
| 10호 |      | 삼공리 구천계곡 제철유적              | 무주군 설천면 삼공리              |                 | 2020년 10월 11일 지정 |      |
| 11호 |      | 흥양이씨 종중 정려                    | 무주군 무풍면 철목리 1236-5       |                 | 2022년 10월 31일 지정 |      |
| 12호 |      | 의병장 장지현 장군 묘역               | 무주군 적상면 사천리 산51-1       |                 | 2022년 10월 31일 지정 |      |
| 13호 |      | 두길교회                              | 무주군 설천면 두길리              |                 | 2023년 6월 16일 지정  |      |
| 14호 |      | 설호사(雪湖祠)                        | 무주군 설천면 소천리 1047         |                 | 2023년 6월 16일 지정  |      |
| 15호 |      | 김해김씨(金海金氏) 김범수 소장 고문서 | 무주군 적상면                     | 김범수          | 2023년 6월 16일 지정  |      |
| 16호 |      | 주계고성                              | 무주군 무주읍 대차리              |                 | 2024년 3월 7일 지정   |      |
| 17호 |      | 도남사(道南祠)                        | 무주군 안성면 진도리              | 하남정씨 대종회 | 2024년 3월 7일 지정   |      |

## 참고 문헌
- 무주군 홈페이지 - 고시/공고